# Dora Pavel
Dora Pavel (numele la naștere: Dora-Lucia Voicu, n. 29 iunie 1946, Sântandrei, județul Hunedoara) este o poetă și prozatoare română contemporană.

## Biografie
Este fiica Vioricăi (n. Pop) și a lui Eugen Voicu, învățători. Este căsătorită cu filologul și istoricul literar Eugen Pavel. Are o fiică, Laura Pavel-Teutișan, critic și istoric literar. Urmează la Deva clasele primare și gimnaziale la Liceul Pedagogic (1953-1960), apoi Liceul „Decebal” din același oraș (1960-1964). Este licențiată a  Facultății de Filologie a Universității „Babeș-Bolyai” din Cluj (1969). Va funcționa ca ghid la Muzeul Unirii din Alba Iulia, profesoară de limba română la Alba Iulia (1975-1976) și Deva (1970-1975), bibliotecară (la Muzeul Județean Deva în perioada 1977-1980 și la Liceul Ady-Șincai din Cluj în perioada 1986-1990), precum și în calitate de cercetător la Institutul de Lingvistică și Istorie Literară „Sextil Pușcariu” din Cluj-Napoca (1980-1985). Din 1990, devine redactor la Studioul Teritorial de Radio Cluj, fiind realizatoarea emisiunilor literare și de cultivare a limbii române. Debut absolut în revista „Steaua, nr. 23, din 1972, cu poezia Fără Gauguin; debut editorial în volumul colectiv Alpha '84, apărut în 1984 la Editura Dacia. Publică versuri și proză în „Tribuna”, „Steaua”, „Contrapunct”, „Apostrof”, „Contemporanul-Ideea europeană”, „România literară”, „Viața românească”, „Familia”, „Vatra”, „Dilemateca” etc., precum și în diverse antologii din țară și din străinătate; publică, de asemenea, interviuri și eseuri în presa culturală.

## Volume publicate

### Poeme
- Narațiuni întâmplătoare, Cluj, Ed. Dacia, 1989.
- Poemul deshumat, Cluj, Ed. Dacia, 1994.
- Creier intermediar, Oradea, Ed. Cogito, 1997.
- Muncile lui Don Quijote (antologie), Pitești, Ed. Paralela 45, 2000.
- Human Alert, București, Casa de Pariuri Literare, 2021.

### Povestiri
- Întoarce-te, Esthera , Cluj, Ed. „Biblioteca Apostrof”, 1999.
- Animal în alertă, Cluj, Ed. Dacia XXI, 2010.

### Romane
- Agata murind, Cluj, Ed. Dacia, 2003; ed. a II-a, Iași, Ed. Polirom Arhivat în 24 octombrie 2017, la Wayback Machine., 2004; ed. a III-a revăzută, Iași, Ed. Polirom Arhivat în 24 octombrie 2017, la Wayback Machine., 2014.[3]
- Captivul, Iași, Ed. Polirom Arhivat în 24 octombrie 2017, la Wayback Machine., 2006; ed. a II-a revăzută, Iași, Ed. Polirom, 2017.
- Pudră, Iași, Ed. Polirom Arhivat în 24 octombrie 2017, la Wayback Machine., 2010.
- Do Not Cross, Iași, Ed. Polirom Arhivat în 24 octombrie 2017, la Wayback Machine., 2013.
- Bastian, Iași, Ed. Polirom,2020.
- Crush, Iași, Ed. Polirom, 2022.
- Efectul Caligari, Iași, Ed. Polirom, 2025.

### Romane traduse
- Agata muriendo, traducere în limba spaniolă de Marian Ochoa de Eribe, Madrid, Editorial Crealite, Arhivat în 24 octombrie 2017, la Wayback Machine. 2013.
- No pasar (Do Not Cross), traducere în limba spaniolă de Doina Făgădaru, Madrid, Dos Bigotes, 2018.
- Do Not Cross, traduit du roumain par Laure Hinckel, Paris, Marie Barbier Éditions, 2024.

### Interviuri
- Armele seducției (dialoguri), Cluj, Casa Cărții de Știință, 2007.
- Rege și ocnaș (Din culisele scrisului), Cluj, Casa Cărții de Știință, 2008.
- Gheorghe Grigurcu, O provocare adresată destinului. Convorbiri cu Dora Pavel, Satu Mare, Ed. Pleiade, 2009.

### Antologii (în limbi străine)
- Young Poets of a New Romania, London & Boston, Forest Books, 1991.
- Transylvanian Voices. An Anthology of Contemporary Poets of Cluj-Napoca, Iași, The Center for Romanian Studies, 1997.
- Vid Tystnadens Bord, Stockholm, Symposion, 1998.
- Poètes roumains contemporains, Ottawa, Écrits des Forges, 2000.
- Il romanzo rumeno contemporaneo (1989-2010). Teorie e proposte di lettura, a cura di Nicoleta Nesu, edizione italiana di Angela Tarantino, premessa di Luisa Valmarin, Roma, Bagatto Libri, 2010.
- Fiction 16: Contemporary Romanian Prose, Iași, Ed. Polirom, 2010.
- 10.000 de semne/Otros 10.000 caracteros, antologie bilingvă de proză românească, în ediție româno-spaniolă, îngrijită de Alina Purcaru, Editura ICR, 2017.

### Ediții
- Biblia de la Blaj (1795), ediție jubiliară, Roma, Tipografia Vaticana, 2000 (colaborare).
- Școala Ardeleană. Antologie de texte alcătuită și coordonată de Eugen Pavel, vol. I–IV, București, Academia  Română, Fundația Națională pentru Știință și Artă, Muzeul Național al Literaturii Române, 2018, (colaborare).
- Școala Ardeleană. Antologie de texte. 1743‒1830. Ediție revăzută și adăugită. Introducere, cronologie, notă asupra ediției, selecție și coordonare: Eugen Pavel, vol. I‒IV, Cluj-Napoca, Editura Școala Ardeleană, 2024, (colaborare).

### Volume colective (coautor)
- Nicolae Breban 70, coord. Aura Christi,  București, Ed. Fundației Culturale Ideea Europeană, 2004.
- Cartea cu bunici, coord. Marius Chivu, București, Ed. Humanitas, 2007.
- Scriitorul și trupul său, coord. Marta Petreu, Cluj, Ed. „Biblioteca Apostrof”, 2007.
- Starea prozei, coord. Irina Petraș, Cluj, Casa Cărții de Știință, 2008.
- Antologia prozei scurte transilvane actuale, vol. 1-2, coord. Ovidiu Pecican, Cluj, Ed. Limes, 2010.
- Divanul scriitoarei, coord. Mihaela Ursa, Cluj, Ed. Limes, 2010.
- Cele 4 dimensiuni ale feminității românești, vol. 1, coord. Monica Tatoiu, București, Ed. Neverland, 2010.
- Angela Marinescu 70, coord. un cristian, Pitești, Ed. Paralela 45, 2011.
- In the Mood for Love. Antologia prozei erotice feminine din România, îngrijită de Marius Conkan, Ed. Paralela 45, 2019.
- Un secol de poezie română scrisă de femei, vol. II (1945‒1989). Antologie de Alina Purcaru și Paula Erizanu, Ed. Cartier, 2020.

## Afilieri
- Membră a Uniunii Scriitorilor din România
- Membră a Uniunii Ziariștilor Profesioniști din România

## Premii
- Premiul „Timotei Cipariu” al Academiei Române (2002)[1]
- Premiul pentru proză al Uniunii Scriitorilor din România (2003)
- Premiul „I. D. Sârbu” al Filialei din Cluj a Uniunii Scriitorilor din România (2006)
- Premiul „Pavel Dan” pentru proză al Filialei din Cluj a Uniunii Scriitorilor din România (2007, 2010)
- Premiul pentru cartea de jurnalism acordat de Biblioteca Județeană „Octavian Goga” Cluj (2007)
- Premiul „Cartea anului - Publicistică” al Filialei din Cluj a Uniunii Scriitorilor din România (2007)
- Nominalizată la Premiul pentru Literatură al Uniunii Europene (2010)
- Premiul „Ion Agârbiceanu” pentru proză al Filialei din Cluj a Uniunii Scriitorilor din România (2013)
- Premiul „Perpessicius” pentru ediții critice al Muzeului Național al Literaturii Române (2019)
- Premiul „Liviu Rebreanu” pentru proză al Filialei din Cluj a Uniunii Scriitorilor din România (2020)
- Nominalizată la Premiile „Sofia Nădejde” pentru romanul Bastian (2021)